# Helenów (powiat lipski)
Helenów – wieś sołecka w Polsce położona w województwie mazowieckim, w powiecie lipskim, w gminie Lipsko.
| SIMC     | Nazwa   | Rodzaj     |
| -------- | ------- | ---------- |
| Kostusin | 0628069 | przysiółek |

Wierni Kościoła rzymskokatolickiego należą do parafii św. Jana Chrzciciela w Pawłowicach.
W latach 1975–1998 miejscowość należała administracyjnie do województwa radomskiego.